# Eva Ahlén Johansson
Eva Marianne Ahlén-Johansson, född 27 oktober 1936 i Partille, död 1 augusti 2003 i Partille, var en svensk handbollsspelare och fotbollsspelare.

## Klubbkarriär
Eva Ahlén och hennes syster började tidigt med idrott och de spelade både fotboll och handboll i den lokala föreningen Partille IF. De spelade kvar i Partille IF till 1956 men valde sedan att spela för KvIK Sport i Göteborg och redan våren 1957 blev de svenska mästare med KvIK Sport. Eva Ahlén Johansson vann sedan SM-guld även 1958, 1959 och 1960 med KvIK Sport.

## Landslagskarriär
Enligt den äldre landslagsstatistiken spelade hon 19 landskamper från 1954 till 1959, medan den nya bara tar upp 7 landskamper inomhus med 6 gjorda mål. Hon har troligen spelat sina flesta landskamper utomhus vilket var det vanliga under 1950-talet. Inomhus debuterade hon mot Danmark den 10 december 1954 i Odense då Sverige förlorade med 4-14. Sista landskampen spelade hon inomhus mot Östtyskland i Borås 1959 och Eva Ahlén stod för två mål i denna landskamp.

## Privat
Eva Ahlén var tvillingsyster med Mary Sköldberg (Ahlén) som också spelade handboll och likaså nådde landslaget. Eva Ahlén och Mary Ahlén läste en kurs i kemiskteknisk kunskap på en yrkesskola 1956. De spelade då ännu för Partille IF.  Eva Ahlén Johansson är begravd på Kvastekulla griftegård.